# Рипаш
Рипаш (рум. Râpaș) — село у повіті Хунедоара в Румунії. Входить до складу комуни Турдаш.
Село розташоване на відстані 283 км на північний захід від Бухареста, 12 км на південний схід від Деви, 113 км на південь від Клуж-Напоки, 142 км на схід від Тімішоари.

## Населення
За даними перепису населення 2002 року у селі проживала 61 особа, з них 60 осіб (98,4%) румунів. Рідною мовою 60 осіб (98,4%) назвали румунську.